# Gehweiler (Wadern)

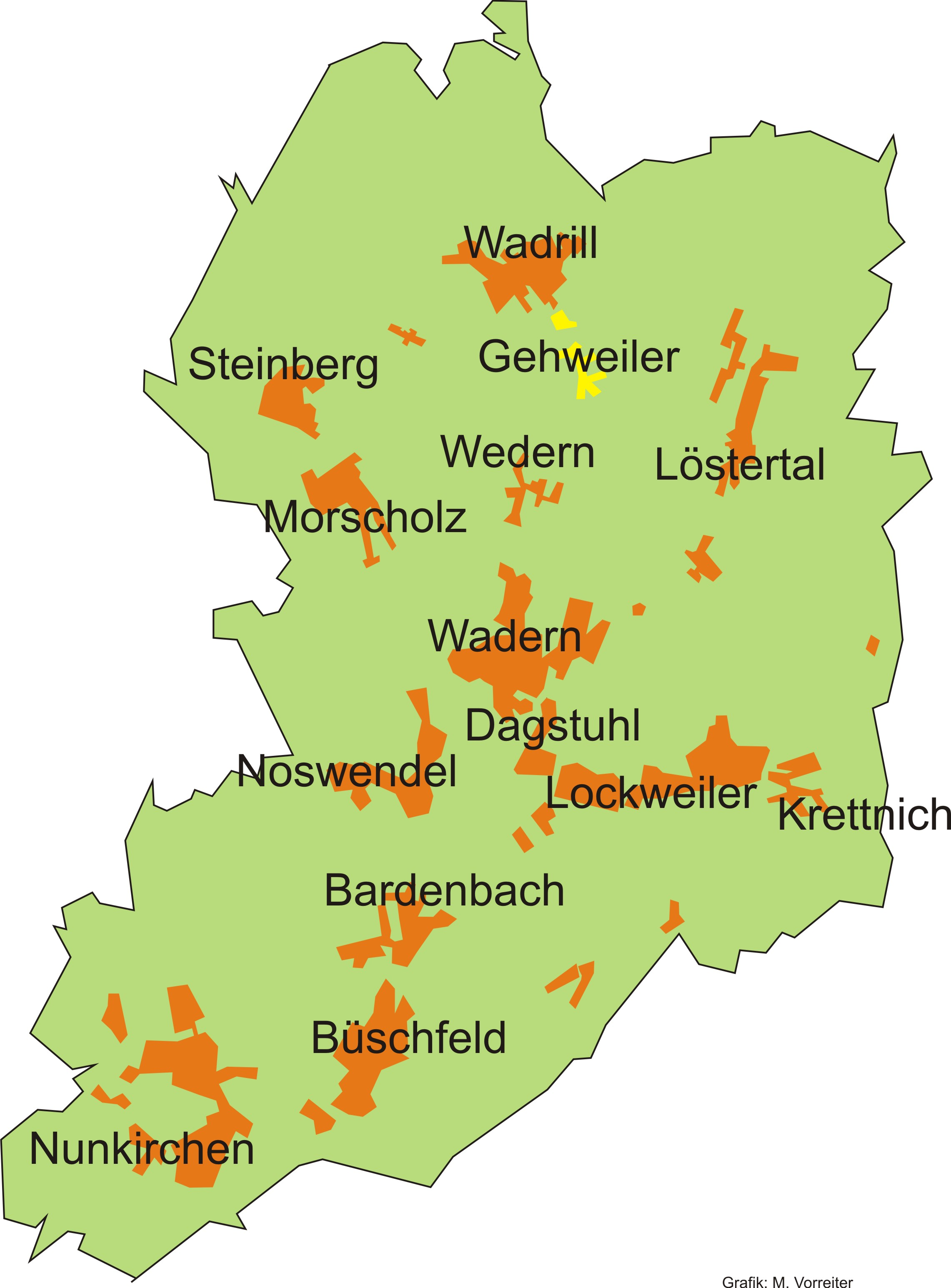
Lage des Ortsteils Gehweiler in der Stadt Wadern

Gehweiler ist ein Ortsteil des Stadtteils Wadrilltal der Stadt Wadern im Landkreis Merzig-Wadern im Saarland.

## Geographie
Gehweiler liegt im Schwarzwälder Hochwald. Der Ort befindet sich etwa 3 km nördlich des Zentralorts Wadern. Durch den Ort führt die Landesstraße 150 von Wadern nach Grimburg (Rheinland-Pfalz).
Gehweiler liegt am Lauf der Wadrill am Fuße eines abschüssigen Berghanges, entlang der sogenannten Weinstraße, einer Verkehrsverbindung, die schon in vorgeschichtlicher Zeit dem Transfer zwischen Mosel und Saar diente.

## Geschichte
Die erste urkundliche Erwähnung von Gehweiler ist in einer Urkunde aus dem Jahre 1248 zu finden. In zahlreichen Urkunden des 13. Jahrhunderts wird der Name „Gewilre“ erwähnt. Die Urkunden beziehen sich auf das Edle Geschlecht aus Gehweiler.
Nachdem der Ort lange Jahre unter der Herrschaft der Burgherren von Dagstuhl stand, erwähnt die Chronik im 17. Jahrhundert zwölf freie Stockbauern.
Nach dem Wiener Kongress (1815) kam der Ort innerhalb des Kreises Merzig im Regierungsbezirk Trier unter preußische Verwaltung. Die Gemeinde Gehweiler war der Bürgermeisterei Wadern zugeordnet.
Die Abtrennung des Saargebietes vom Deutschen Reich auf Grund des Versailler Vertrages 1919 führte zur Bildung des Restkreises Merzig-Wadern, der weiterhin zum Regierungsbezirk Trier und der Rheinprovinz gehörte.
Nach dem Zweiten Weltkrieg wurde Gehweiler im Juli 1945 Teil der französischen Besatzungszone. Am 18. Juli 1946 wurde von der französischen Militärregierung unter General Kœnig die „Anordnung betreffend Anschluß von Gemeinden an die Verwaltung des Saargebietes“ erlassen. Seitdem gehörte Gehweiler zum abgetrennten Saarland.
Im Rahmen der saarländischen Gebiets- und Verwaltungsreform wurde am 1. Januar 1974 die bis dahin eigenständige Gemeinde Gehweiler aufgelöst und der neuen Gemeinde, ab 1978 Stadt Wadern zugeordnet.
Nach einer Bürgerbefragung 2017 wurde der Ort 2019 mit Reidelbach und Wadrill zum Stadtteil Wadrilltal vereinigt.

## Politik (bis 2019)

### Ortsrat
Ergebnisse der letzten Ortsratswahlen vom 25. Mai 2014:
- CDU: 47,1 %, 4 Sitze
- SPD: 41,3  %, 4 Sitze
- Freie Wähler Wadern: 11,6 %, 1 Sitz

### Ortsvorsteher
Seit der Gebietsreform 1974:
- Ernst Treitz (1974 bis 1984)
- Alois Schneider (1984 bis 1999)
- Reinhold T. Gimmler, CDU (ab 1999)

### Städtepartnerschaft
Seit 1993 unterhalten die Stadtteile Wadrill und Gehweiler für die Stadt Wadern die Städtepartnerschaft mit der Stadt Sobotka in Tschechien.

## Wappen
Das Wappen wurde von Dittmar Lauer (Kell am See) entworfen: Das durch einen silbernen Wellenbalken waagerecht geteilte Schild zeigt im unteren Wappenteil ein goldenes Mühlrad in Grün; im halbgeteilten oberen Teil links ein schwarzes Andreaskreuz in Gold sowie rechts eine Kreuzritterfigur mit Schwert in Blau, welches das aus der Kapelle gestohlene sog. Grasmännchen darstellt. Der silberne Wellenbalken steht für die wasserreiche Wadrill. Die verschiedenen Mühlen (Walk-, Mahl-, Öl- und Sägemühlen) werden durch das Mühlrad dargestellt. Das Andreaskreuz deutet auf die herrschaftliche Zugehörigkeit hin. Gehweiler gehörte zum Hochgericht Wadern, das zusammen mit dem Hochgericht Schwarzenberg den Grundstock der Herrschaft Dagstuhl bildete, die wiederum ein Zweig der Edelherren von Saarbrücken ist, die das schwarze Andreaskreuz auf goldenem Grund als Wappen führten. Die Kreuzritterfigur symbolisiert König Ludwig IX. (1214–1270).

## Kultur und Sehenswürdigkeiten
Gehweiler gehört zur Pfarrei Wadrill. Sehenswert sind die im Jahre 1746 erbaute Ludwigskapelle in der Ortsmitte und ein Wegekreuz aus dem Jahr 1788. Beide sind als Baudenkmäler ausgewiesen.
Einige gut erhaltene Bauernhäuser der ehemaligen Stockbauern säumen beide Seiten der Hauptstraße im Ort.

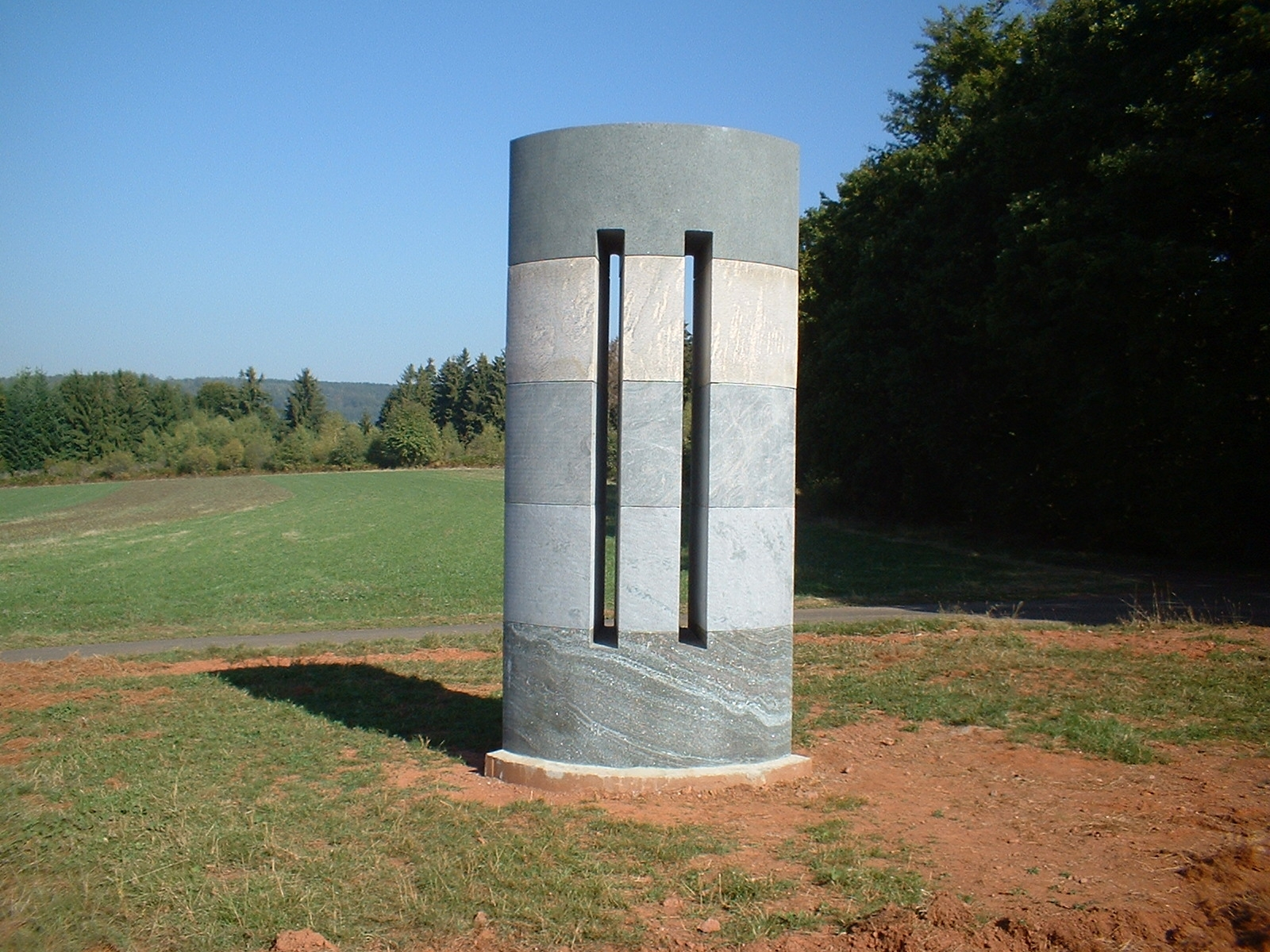
Straße des Friedens, Skulptur von Leo Kornbrust

### Veranstaltungen
- Ludwigsfest (Ende August)

### Vereine
Ein Großteil der Vereine aus Wadrill, Gehweiler und Reidelbach hat sich zur Vereinsgemeinschaft Wadrill-Gehweiler-Reidelbach e.V. zusammengeschlossen. Ferner sind etliche Vereine in allen drei Orten präsent. Für Gehweiler allein steht lediglich der Schützenverein „Gut Schuss“ Gehweiler e.V.

## Wirtschaft und Infrastruktur
Gehweiler verfügt über ein Schützenhaus und einen Kinderspielplatz. Zwei Skulpturen der „Straße des Friedens“ sind auf der Gemarkung Gehweiler zu finden.

### Medien
- Saarbrücker Zeitung
- Wochenspiegel Hochwald
- Amtliches Bekanntmachungsblatt der Stadt Wadern